# Lavoro affettivo

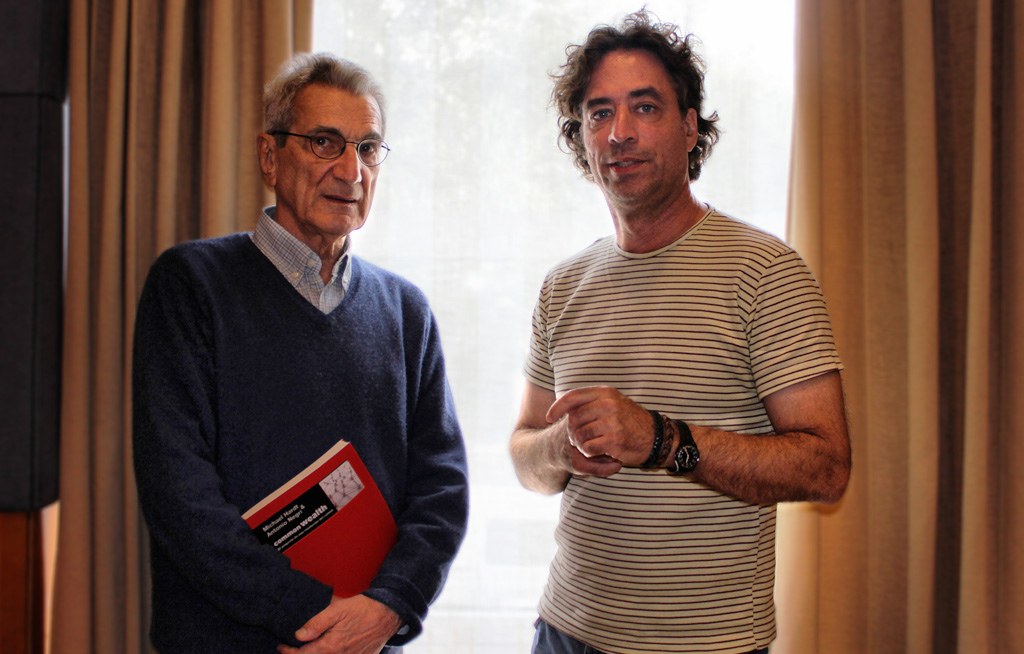
Toni Negri e Michael Hardt (Madrid, 2011).

Il concetto di lavoro affettivo (in inglese affective labor) è stato sviluppato dai filosofi Antonio Negri e Michael Hardt in una serie di saggi, a partire da Empire (2000) e Multitude: War and Democracy in the Age of Empire. Si riferisce a un'attività lavorativa che agisce sul piano affettivo ed emotivo: «è il lavoro che è coinvolto nei contatti e nelle interazioni umane». Secondo Negri e Hardt, l'importanza di questo tipo di lavoro è diventata via via più rilevante nell'economia globale.
La riflessione dei due autori si incentra inizialmente su un nuovo significato nella società moderna del lavoro che definiscono niccianamente "dionisiaco" nel senso di essere una potenza costruttrice di vita che il sistema capitalistico tenta di regolare e sottomettere. Con l'entrata in crisi del capitale il lavoro ha assunto una sua spontanea autovalorizzazione che nasce da una crisi dei valori che «attraverso un momento negativo, consistente nella critica distruttiva di ogni forma di razionalità strumentale del diritto e dello Stato,[arrivi ad] un momento positivo, che passa attraverso la creazione di nuovi valori.» Alla luce di questa concezione il rapporto marxiano di struttura-sovrastruttura («ciò che viene assunto come lavoro, dipende sempre dai valori esistenti in un contesto sociale e storico dato») va riconsiderato nel senso che è avvenuta un'autovalorizzazione nella struttura sociale come è accaduto, per esempio, con il riconoscimento dell'attività familiare delle donne come lavoro, ossia come attività produttiva di valore.
Quanto più nel lavoro prevale l'immaterialità, ossia l'aspetto intellettuale tanto più aumenta l'autovalorizzazione. Per immaterialità si deve intendere non solo un maggiore uso dell'intelletto rispetto al corpo ma anche l'intervento della sfera affettiva nella produzione come avviene nelle organizzazioni non governative del volontariato, nelle attività che non producono il profitto che sfuggono alla gestione del capitale.